# Mitzpe Ramon
Mitzpe Ramon (in ebraico: מִצְפֵּה רָמוֹן) è una città del sud di Israele nel deserto del Negev nell'omonima regione. 
È situata a 85 km a sud di Beer Sheva su di un promontorio alto 800 m che si affaccia su di una grande depressione del suolo nota come Cratere di Ramon. Il Cratere di Ramon (in ebraico Makhtesh Ramon) ha un'estensione totale di 360 km². Questa formazione geologica, di natura carsica, è unica in Israele e in tutta la regione del Sinai (è lunga 45 km e larga 8).
Nel 2007 la città annoverava una popolazione di 5 500 abitanti.
Il sindaco in carica è Flora Shoshan, sorella dell'ex ministro israeliano della Difesa Amir Peretz. Suo marito, Sami Shoshan, è stato il precedente sindaco.

## Amministrazione

### Gemellaggi
- Belvedere Marittimo

## Storia
Fondata nel 1950 in qualità di avamposto militare e utilizzata nel 1951 come campo per i lavoratori impegnati nella costruzione della strada per Eilat, Mitzpe Ramon è divenuta una cittadina con popolazione residente nel 1960 quando immigranti marocchini e rumeni vi si insediarono stabilmente.
Dal 1990 la città gode dei vantaggi economici apportati dal traffico turistico e commerciale per Eilat attraverso la Route 40 una strada suggestiva per il panorama che offre.